# Pastevní vrch
Pastevní vrch (německy Hutberg) je nevysoký kopec (402 m n. m.) na území obce Růžová v okrese Děčín v Ústeckém kraji. Kopec, který se nachází na území Chráněné krajinné oblasti Labské pískovce zhruba 10 km severovýchodně od okresního města Děčína, býval v minulosti významným poutním místem. V roce 2018 byla na Pastevním vrchu zpřístupněna veřejnosti nová rozhledna Růženka.

## Geografie
Pastevní vrch neboli Hutberg leží na území Růžovské vrchoviny, která je podcelkem geomorfologického celku Děčínská vrchovina, známého též pod alternativním názvem Labské pískovce (německy Elbsandsteingebirge). Nejbližším významným vrcholem v dané oblasti je Růžovský vrch (620 m n. m.), vzdálený od Pastevního vrchu přibližně dva kilometry směrem na jihovýchod. Divoká soutěska řeky Kamenice se nachází necelých 2,5 km severně od Pastevního vrchu, kaňon řeky Labe na západě dělí od Růžové zhruba dvojnásobná vzdálenost.

## Geologie a mineralogie
Pastevní vrch, podobně jako další kopce v okolí, je tvořen třetihorními vulkanity, konkrétně alkalickým olivinickým bazaltem (čedičem), který prostoupil křemennými pískovci spodního turonu z druhohorního období svrchní křídy. Zdejší hornina je charakteristická značnou brekciovitostí, vyskytují se v ní četné drobné dutiny a trhliny. Pokud jde o minerály, hornina původně obsahovala kromě pyroxenů i olivíny, které byly postupně přeměněny. Na Pastevním vrchu byla zjištěna také zeolitová mineralizace s výskytem stilbitu a chabazitu, který zde tvoří čiré klencové krystaly až do velikosti 4 milimetrů, jež jsou však na povrchu žlutě či oranžově zbarveny hydroxidy železa.

## Historie
Z Pastevního vrchu, ač to není nijak výrazně vysoký kopec, je vynikající kruhový rozhled i do vzdálenějších míst severních Čech a do Saska. Kopec, jak potvrzuje i jeho německé jméno (Hutberg = Strážní vrch), býval využíván jako vojenská pozorovatelna. Rakouští vojáci zde naposledy vykonávali strážní službu v zimě na přelomu let 1806–1807.
Pastevní vrch býval v minulých dobách také poutním místem. Do počátku 19. století stával na Hutbergu dřevěný kříž. V roce 1809 jej nechal Johann Christoph Schubert z Růžové (Rosendorfu) nahradit kamenným křížem, k němuž byla dvakrát ročně pořádána prosebná procesí.Tento dvě stě let starý kříž byl renovován v roce 2005.
Na vrcholu kopce existoval také větrný mlýn, který se však –  na rozdíl od dalšího mlýna v Růžové či mlýnů v nedalekém Janově a v Arnolticích –  již nedochoval. Mlýn na Pastevním vrchu, který patřil k usedlosti čp. 12 v Růžové, zanikl po požáru v roce 1868. Poté zde byla postavena restaurace Hubertusbaude, která však vyhořela 6. února 1932. Po skončení druhé světové války byla mezi roky 1945 až 1948 na kopci umístěna vojenská strážní jednotka, vybavená radarem, jejíž příslušníci byli ubytování v chátrajících pozůstatcích objektu bývalé restaurace Hubertus. Po roce 1948 vojáci Pastevní vrch opustili a rozpadající se stavby restaurace byly v roce 1959 demolovány.  Z někdejší výletní restaurace se dochovaly v lesíku poblíž vrcholu jen základy. Podobný osud potkal i osadu Nová Víska  (Neudörfel), která se nacházela na severním úpatí Pastevního vrchu.Tato vesnička byla založena v roce 1823 a v první polovině 19. století měla 23 domů. Po roce 1945 byla vesnice vysídlena a postupně zcela zbourána. Z Nové Vísky se dochovalo pouze několik studní a starých stromů v místě bývalé návsi.
Nová, velmi neobvyklá stavba vznikla na Pastevním vrchu díky iniciativě zastupitelstva a obyvatel Růžové i lidí z okolních obcí až ve druhém desetiletí 21. století. S pomocí veřejné sbírky se podařilo realizovat návrh na stavbu rozhledny, vypracovaný architekty z libereckého studia Mjölk. Stavba malé vyhlídkové věže neobvyklého tvaru byla zahájena v roce 2017. Rozhledna Růženka na Pastevním vrchu byla slavnostně zpřístupněna veřejnosti 21. dubna 2018.

## Galerie

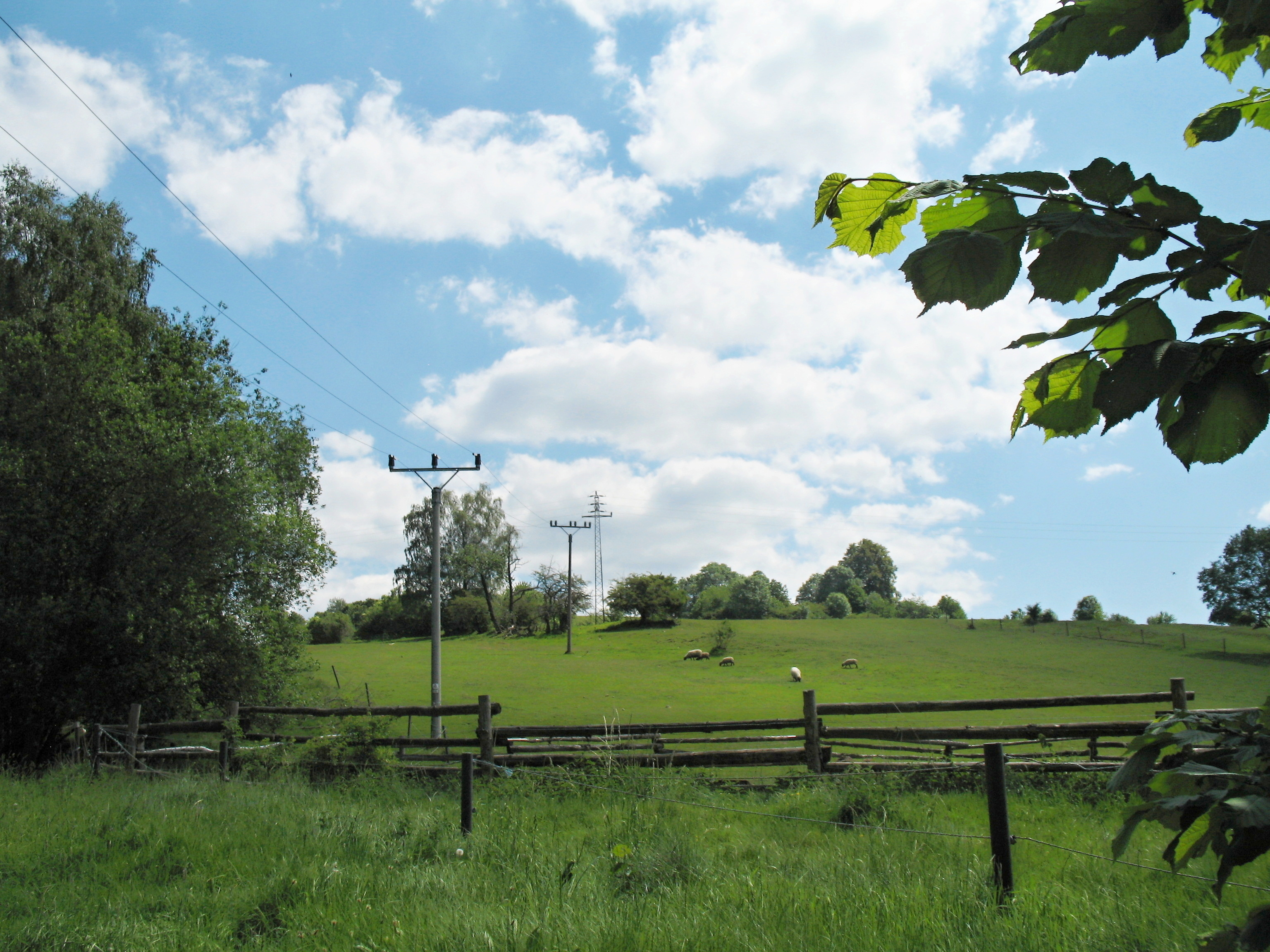
Tradiční využití Pastevního vrchu
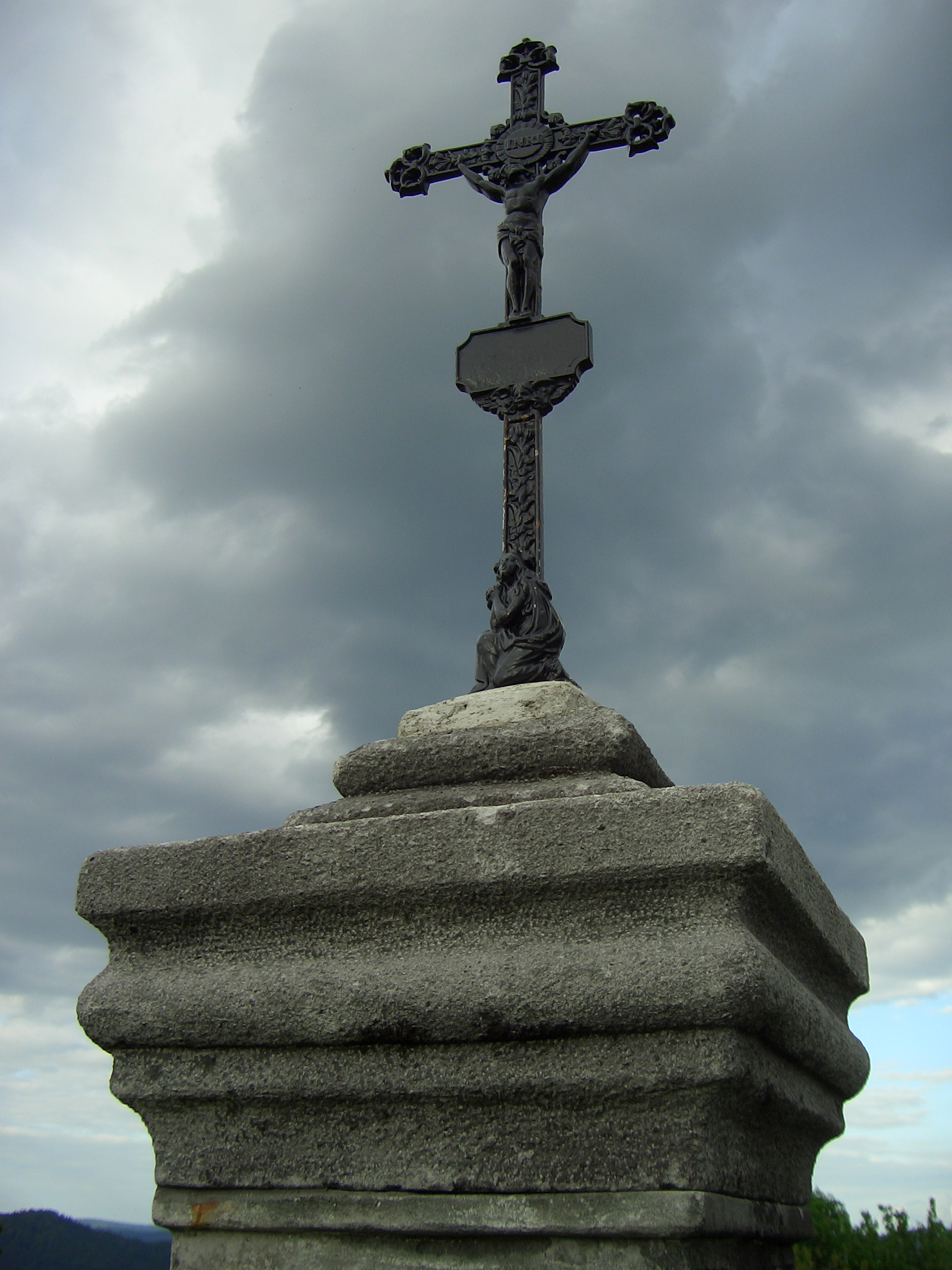
Kříž z roku 1809
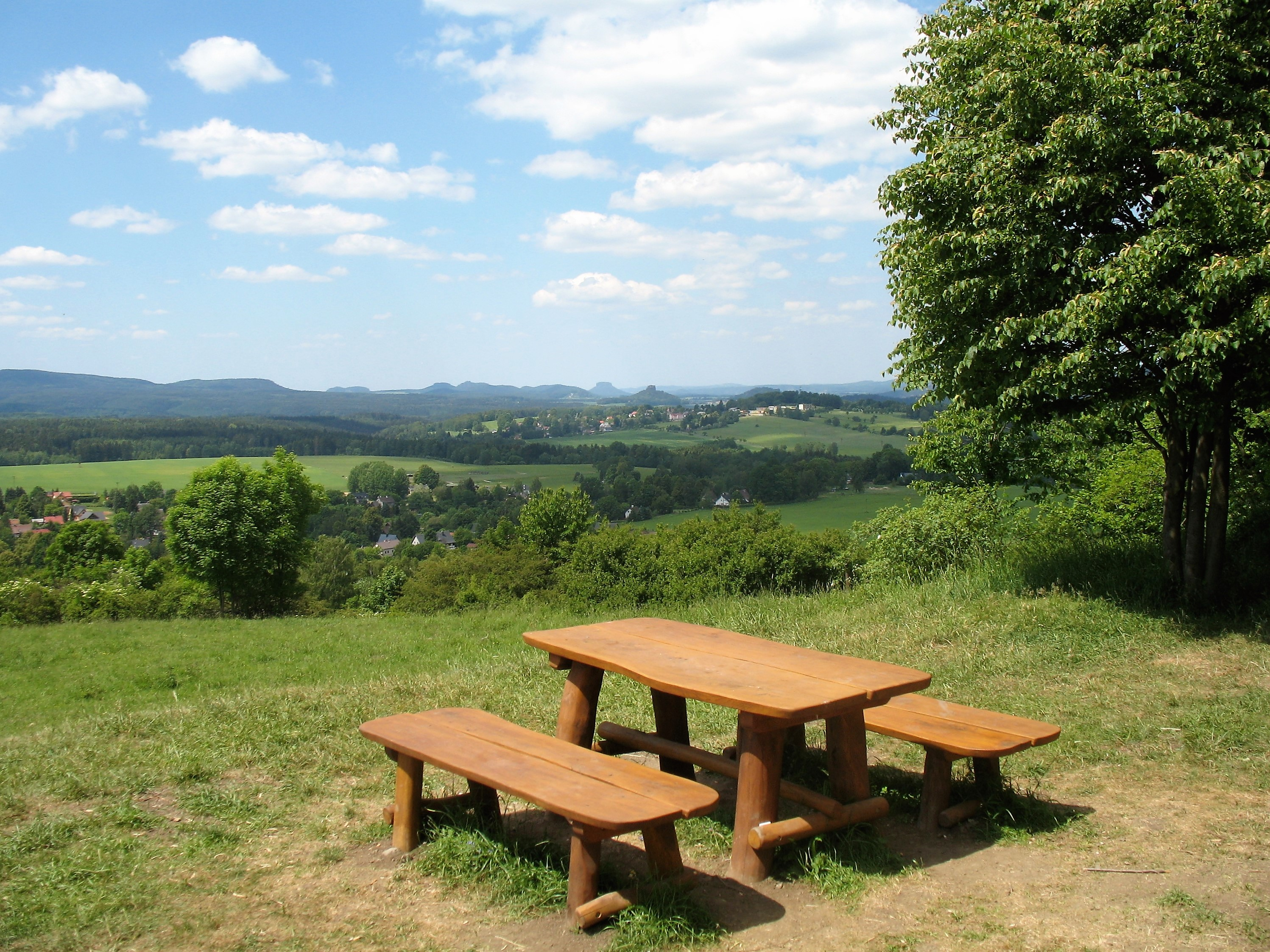
Výhled na severozápad k Janovu a do Saska
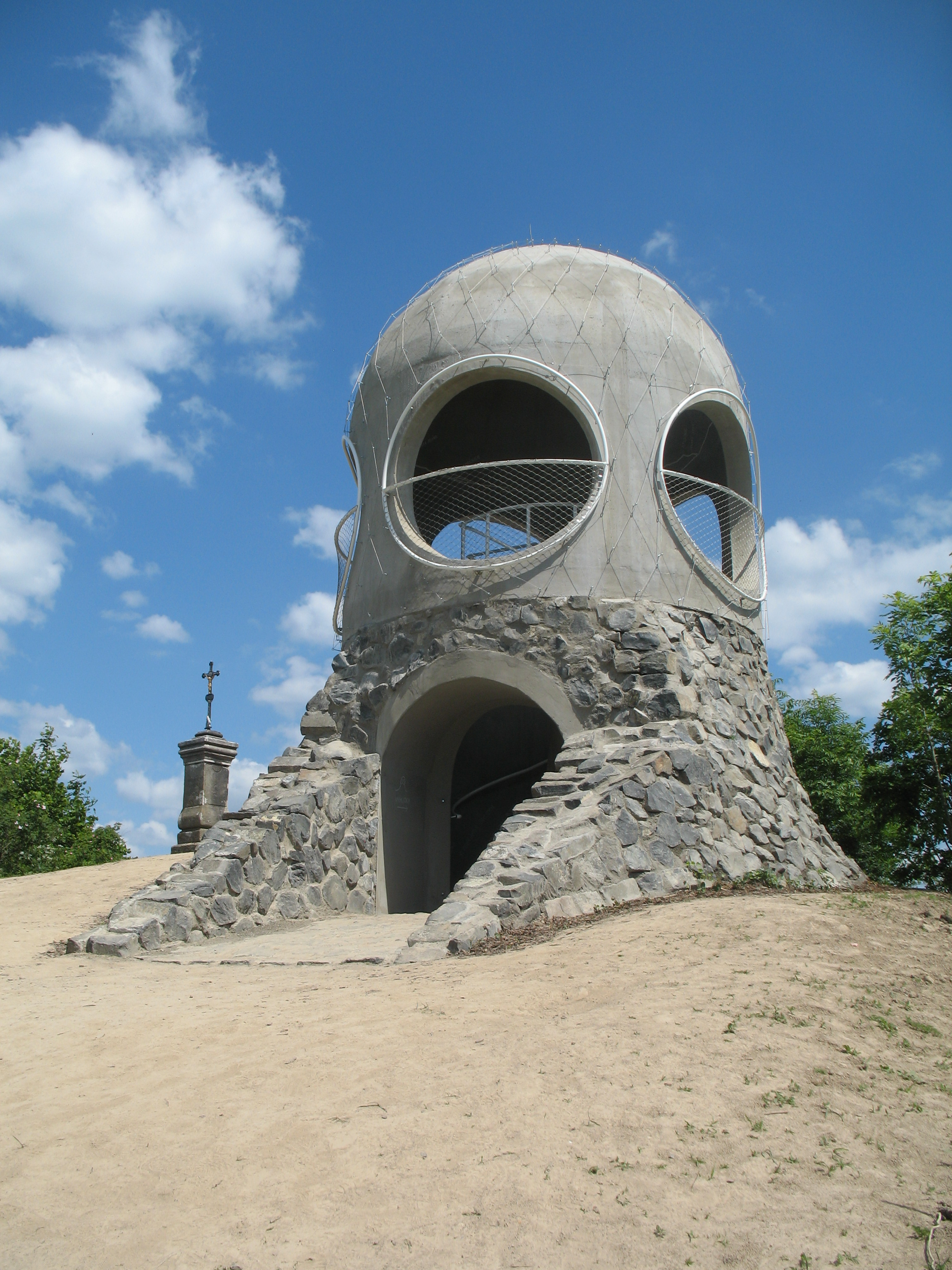
Rozhledna Růženka
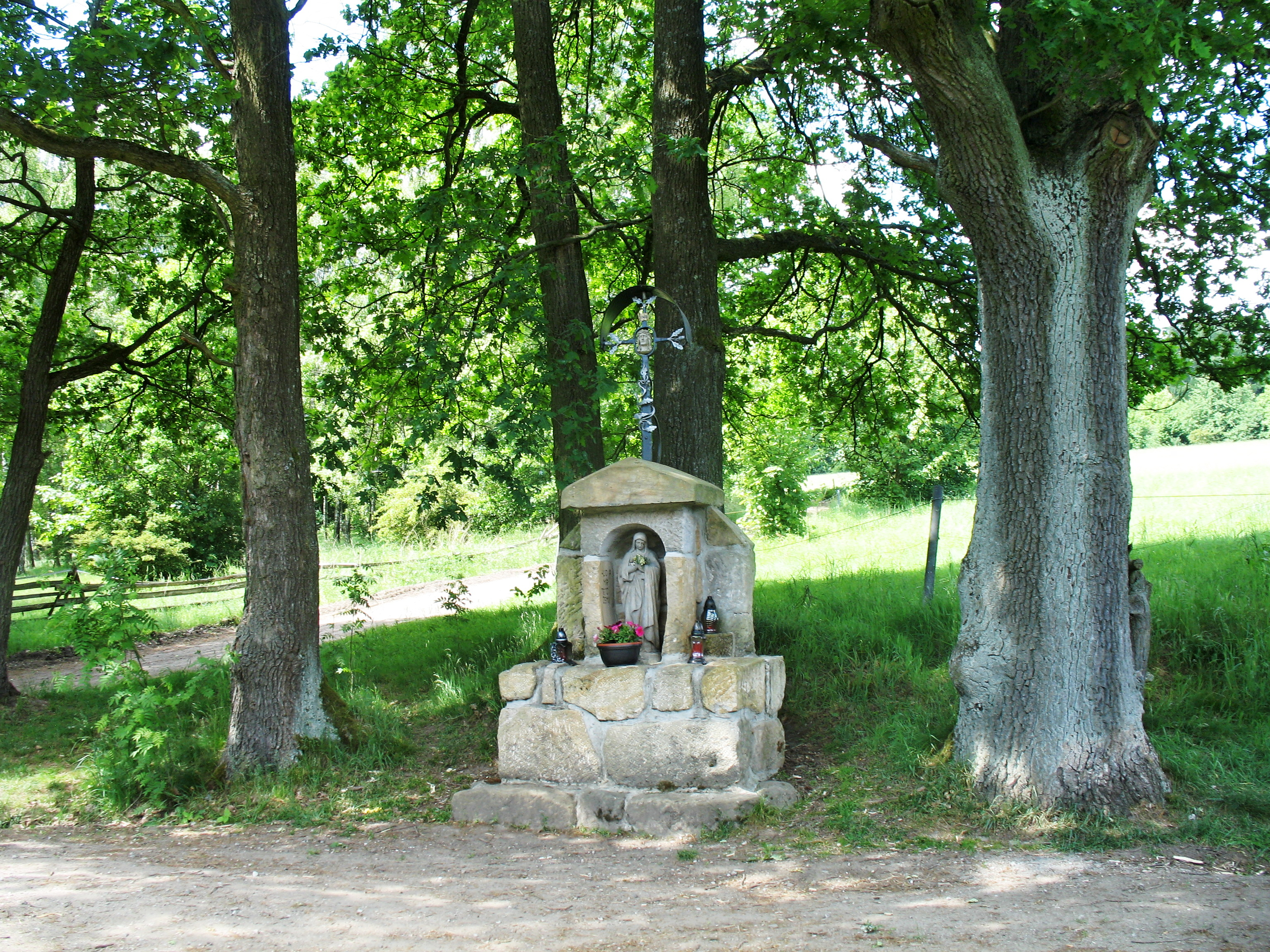
Kříž u rozcestí na jižním úpatí